# Joy Fleury
Joy Fleury est une actrice, scénariste et réalisatrice française.

## Filmographie
- 1985 : Tristesse et Beauté
- 1990 : La Fête des pères
- En 2011, elle joue dans The Look, film réalisé par Angelina Maccarone, présenté au Festival de Cannes la même année[1],[2].